# マンガ 嫌中国流
『マンガ 嫌中国流』（マンガ けんちゅうごくりゅう）は山野車輪による日本の漫画作品。同作者による漫画作品『マンガ 嫌韓流』の流れを汲む作品であり、登場人物等は共通している。出版は晋遊舎。

## 書誌情報
- 山野車輪『マンガ 嫌中国流』晋遊舎〈晋遊舎ムック〉、2008年7月31日。ISBN 978-4-88380-803-8。